# Himerometra sol
Himerometra sol is een haarster uit de familie Himerometridae.
De wetenschappelijke naam van de soort werd in 1912 gepubliceerd door Austin Hobart Clark.